# Glänttorngräshoppa
Glänttorngräshoppa (Tetrix undulata) är en art i insektsordningen hopprätvingar som tillhör familjen torngräshoppor. 

## Kännetecken
Glänttorngräshoppan har en kroppslängd på från 6 upp till omkring 12 millimeter, i vissa fall upp till 15 millimeter. Honorna är vanligen något större än hanarna men annars är könen svåra att skilja åt. Färgteckningen varierar mellan olika individer och olika färgformer förekommer, från mörkare gråbrunaktiga till ljusare gulvitaktiga. Individer med övervägande ljus färg har ofta en mörkare mönstring. 

## Utbredning
Utbredningsområdet för arten omfattar stora delar av Europa norr om Alperna, från Frankrike och Brittiska öarna i väst till Baltikum, Ryssland och Ukraina i öst. Den norra gränsen för utbredningsområdet går genom södra Skandinavien.

## Levnadssätt
Glänttorngräshoppans föredragna habitat är vanligen fuktigare gräsmarker som ängar och myrar, men den kan även förekomma i torrare områden. I torra miljöer håller den sig dock vanligen till fuktigare och svalare platser och i våtare miljöer tenderar den att hålla sig till torrare områden. Födan består främst av mossor och alger. 
Som andra hopprätvingar har glänttorngräshoppan ofullständig förvandling och genomgår utvecklingsstadierna ägg, nymf och imago. Utvecklingen från ägg till imago tar ett till två år och övervintringen sker som nymf eller som fullbildad insekt. Liksom hos andra torngräshoppor sker samspelet mellan hane och hona inför parningen till stor del med hjälp av visuella signaler.